# Spencer Locke
Spencer Locke (Winter Park, 20 de septiembre de 1991) es una actriz estadounidense. Conocida por interpretar a "Kmart" de la saga Resident Evil, también ha tenido varias apariciones como "Kylie" en la serie de ABC, Cougar Town. Su película más reciente es Insidious: La última llave.

## Vida y carrera
Antes de aparecer como "Candida" en Phil of the Future, tuvo un papel recurrente como "Bitsy" en la primera temporada de la serie de televisión de Nickelodeon Ned's Declassified School Survival Guide y tuvo un papel en la serie Big Time Rush como una de las "Jennifers" solo apareció en la primera temporada.
Locke también fue invitada estrella en Without a Trace con el papel de "Brandee Case" en el episodio "Wannabe" como también en That's So Raven como el papel de "Kayla" en el episodio "Mad Hot Cotillion."
Apareció como Jenny en la película animada Monster House. Apareció en la película del 2007, Resident Evil: Extinction como K-Mart, una chica encontrada en ruinas de un K-Mart, esperando encontrar un refugio seguro en Alaska.
Spencer repitió su papel como K-Mart en la película Resident Evil: Afterlife, lanzada el 10 de septiembre de 2010. 

## Filmografía
- Kidz Bop: Everyone's a Star!
- Without a Trace- Brandee Case
- Spanglish- Amiga que se queda en una fiesta de pijamas
- Ned's Declassified School Survival Guide- Bitsy
- Untitled Camryn Manheim Pilot- Crosby Rydell
- Phil of the Future- Candida
- Boy's Life (2006, piloto de TBS)
- Monster House- Jenny
- Monster House (videojuego)- Jenny
- That's So Raven- Kayla
- Resident Evil: Extinction- K-Mart
- Caso abierto- Sarah Blake, hacia 1976
- Twentysixmiles- Sally Burnish
- Cougar Town- Kylie
- The Vampire Diaries- Amber Bradley
- Resident Evil: Afterlife- K-Mart
- In Plain Sight- Sabrina
- Detention- Ione
- Big Time Rush- Jennifer 2 (1ª Temporada)
- Babysitter's Black Book (2015) - Ashley
- Insidious: The Last Key - Melissa Rainie
- La vida es un rodeo - Amberley Snyder

2012 Two and a Half Men - Jill
- Walk. Ride. Rodeo.(2019)- Amberley Snyder
- The Final Wish (2019)